# Jurij Olegovics Uricsev
Jurij Olegovics Uricsev (oroszul: Юрий Олегович Урычев Jaroszlavl, 1991. április 3. – Jaroszlavl, 2011. szeptember 7.) orosz jégkorongozó. A Lokomotyiv Jaroszlavl (KHL) hátvédje volt, saját nevelésű játékos jó fizikai adottságokkal. 2009-2010-es szezonban mutatkozott be a felnőttcsapatban. A 2011-es jaroszlavli légi katasztrófában vesztette életét.

## Statisztikák
| 2008-2009 | Lokomotyiv Jaroszlavl | KHL | 3 | 0 | 0 | 0 | 2 | 11 | 0 | 0 | 0 | 2 |
| 2010-2011 | Lokomotyiv Jaroszlavl | KHL |   |   |   |   |   |    |   |   |   |   |